# Vincenzo Querini
Vincenzo Querini bzw. Vincenzo Quirini (* 1478 oder 1479 in Venedig; † 23. September 1514), Ordensname Pietro, war ein venezianischer Diplomat und Kleriker.

## Leben
Querini wurde 1478 oder 1479 in Venedig geboren. Ab 1492 studierte er in Padua. Nach dem Studienabschluss nahm er am 29. Mai 1502 an einer Disputatio in Rom teil.
Am 16. Dezember 1504 wurde er zum venezianischen Botschafter bei Philipp „dem Schönen“ gewählt; im Rahmen dieser diplomatischen Mission bereiste er die burgundischen Niederlande, England und Spanien. Er kehrte im Oktober 1506 nach Venedig zurück; kurz darauf wurde er zum Botschafter bei Kaiser Maximilian bestimmt. Diese Reise trat er im Februar 1507 an, im November des gleichen Jahres kehrte er nach Venedig zurück.
Im November 1511 reiste er nach Camaldoli ab, um dort ins Kloster einzutreten; wegen einer Krankheit hielt er sich aber im Januar 1512 zunächst noch in Florenz auf. Am 22. Februar 1512 wurde er dann mit dem Ordensnamen Fra Pietro in den Kamaldulenser-Orden aufgenommen. Zusammen mit seinem Freund Tommaso Giustiniani trieb er eine organisatorische Reform des Ordens voran; die entsprechende päpstliche Bulle erhielten sie am 4. Juli 1513 von Papst Leo X. in Rom. Während des Aufenthalts in Rom übergaben sie auch ihr Libellus ad Leonem X, eine programmatische Schrift mit Vorschlägen zur Reform der katholischen Kirche.
Im Frühjahr 1514 reiste Querini wegen der Ordensreform erneut nach Rom, wo er seitens des Papstes auch für diplomatische Aufgaben mit dem Ziele einer Wiederannäherung an die Republik Venedig betraut wurde. Zufrieden mit seinen Vermittlungsbemühungen wurde er seitens der Republik offiziell als Kandidat für das Kardinalsamt vorgeschlagen.
Er starb am 23. September 1514 in Rom.